# Elsa Pinilla Osuna
Elsa Pinilla Osuna (Madrid, 2 d'octubre de 1985) és una actriu i cantant espanyola.
És la gran dels tres fills de María Osuna i el productor musical Pablo Pinilla. Ha estudiat diverses arts escèniques, principalment ballet, piano, cant i interpretació.
De ben jove, va prendre part a diversos anuncis de televisió i desfilades de moda. L'any 1999, va guanyar el concurs de Model Fotogràfica d'El Corte Inglés. També ha aparegut a portades d'àlbums d'alguns grups de música espanyols, així com als videoclips del cantant David DeMaría Sin miedo a perder i El perfume de la soledad.
En 2004, va ser una de les presentadores del programa de televisió Música Uno.
Va ser fundadora, membre i lletrista del grup musical Tess, junt amb Úrsula Sebastián i Laura Pinto.
Com a actriu, va començar fent d'Elsa a la sèrie televisiva espanyola Al salir de clase (2000) junt amb les altres components de Tess, cosa que les va ajudar a promocionar el seu primer àlbum. També va fer d'una de les noies perdudes a la versió espanyola del musical Peter Pan (2002-2003).
L'any 2006, Elsa es va traslladar a l'Argentina un any i mig, on va fer de Marilyn a la sèrie Alma Pirata i de Bárbara a la sèrie Romeo y Julieta. En 2007, va decidir de tornar a Espanya, per continuar-hi la seva carrera com a actriu, i va aparèixer en alguns episodis de les sèries Cuestión de sexo i Sin tetas no hay paraíso.
En 2008, va interpretar els anys adolescents de Marisol en la minisèrie de dos capítols d'Antena 3 sobre l'actriu.
A finals d'aquest mateix any i principis de 2009, Elsa interpreta el paper de Susana a la sèrie juvenil Dieciocho.